# Баскур

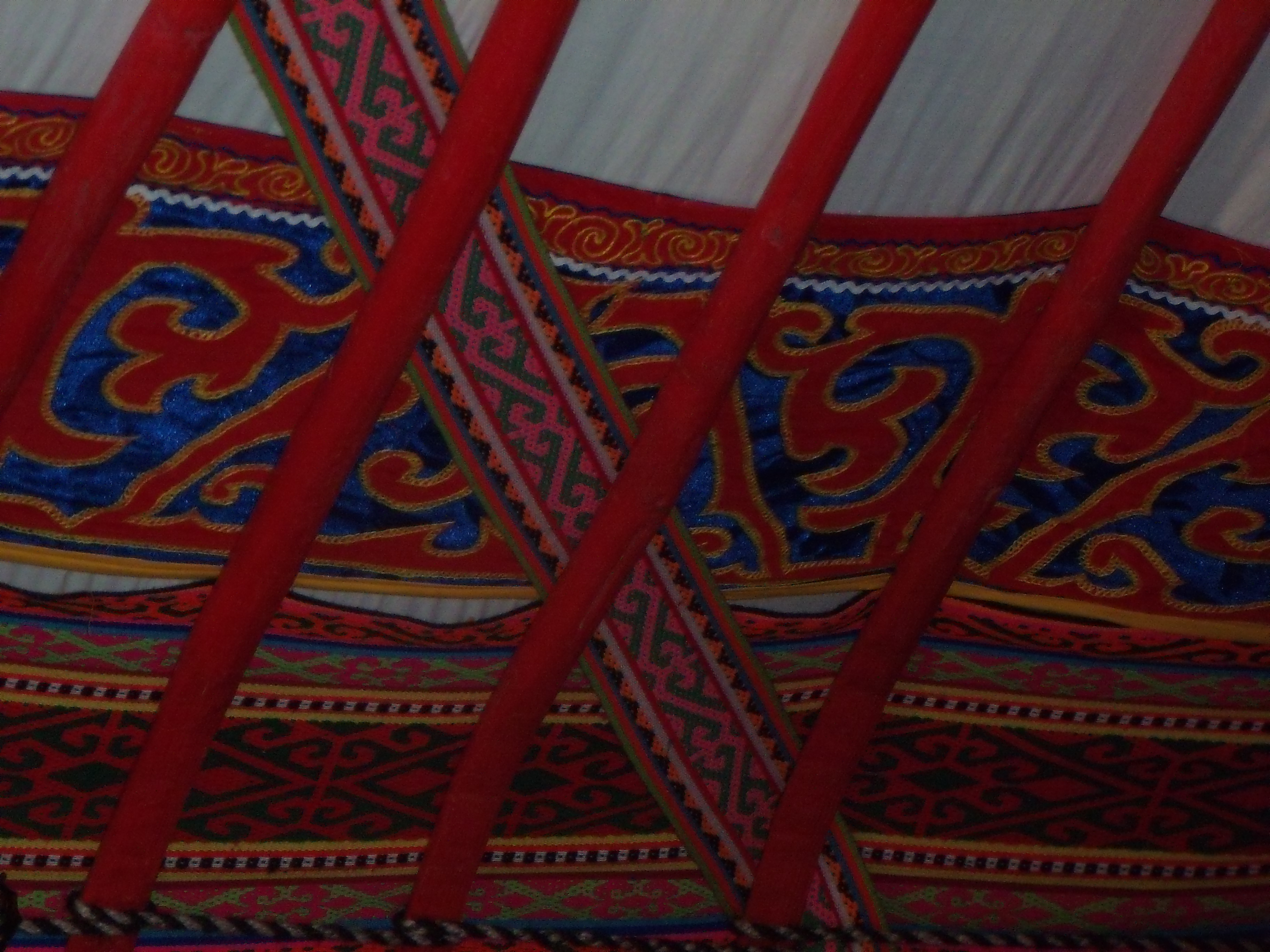
Баскур внутри юрты (горизонтальные ленты)

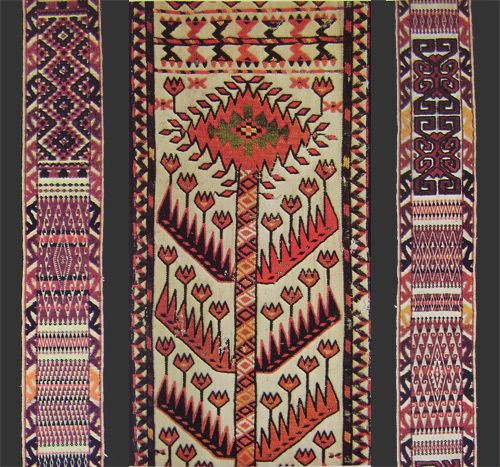
Узор на баскуре

Баскур (каз. Басқұр) — узорчатая вытканная тесьма для оформления юрты, а также для наружного стягивания мест стыка с кереге. Длина баскура должна быть достаточной, чтобы обтянуть юрту вкруговую. Обычная ширина 20—30 см, но встречаются ленты и до 45 см. Богатство такого декора говорит о статусе владельца дома, поэтому у зажиточных казахов можно было встретить не один, а два или даже три баскура. В интерьере они опоясывали край купола и вместе с шашакбау (свисающие узорные ленты с кистями) придавали помещению нарядный вид. В экстерьере служили для стягивания вместе отдельных секций решетки – каркасной основы юрты. Таким образом, баскур выполнял не только декоративную, но и важную констурктивную роль в установлении шатра. В этом случае его называли «баскур-керегебас».
Баскур ткут на станке разноцветными нитками с прокладыванием поперечной (уточной) нити методами ткания орнаментом и бесподкладочного (арочного) ткания (какпа току). Ворсистый (белый) баскур ткут, связывая цветные нити с основными нитями. Гладкий баскур без ворса ткут из разноцветных нитей в виде паласа. Используется верблюжья, овечья, козья шерсть.
Тесьма с ярким орнаментом на белом фоне служила украшением для парадной юрты. Казахский обычай пышной свадьбы также требовал богатых украшений в интерьере. Их считали залогом счастливой жизни молодожёнов. Узорная лента ассоциировалась с устройством космоса и человеческого тела.